# گمینا ستارا کامینگتسا
گمینا ستارا کامینگتسا (به لهستانی:  Gmina Stara Kamienica) یک گمینا در لهستان است که در شهرستان یلنگا گورا واقع شده‌است. گمینا ستارا کامینگتسا ۱۱۰٫۴۶ کیلومتر مربع مساحت و ۵٬۱۵۰ نفر جمعیت دارد.